# Braniștea (okręg Giurgiu)
Braniștea – wieś w Rumunii, w okręgu Giurgiu, w gminie Oinacu. W 2011 roku liczyła 1006 mieszkańców.